# Odile Maréchal
Odile Maréchal, geboren Odile Van den Berghe, (Steenhuize-Wijnhuize, 4 november 1881 - Eeklo, 18 februari 1956) was een Belgisch senator.

## Levensloop
Odile Van den Berghe, dochter van Charles Van den Berghe en van Maria De Koker, stamde uit een milieu dat daensistisch gezind was. Ze kwam in Brugge wonen na haar huwelijk met Josse Maréchal, die echter vroeg overleed. Ze begon toen aan een politieke loopbaan. Ze was in 1921 kandidaat bij de gemeenteraadsverkiezingen in Brugge voor de kartellijst van de Christene Volkspartij en het Vlaamsche Front aangevoerd door Camiel Moeyaert. Ze werd verkozen en zetelde tot in 1926. Tijdens de campagne kwam ze op voor het vrouwenkiesrecht en als mandataris had ze aandacht voor sociale thema's en de vernederlandsing.
Vervolgens trad ze in 1925 toe tot het Katholiek Vlaamsch Nationaal Verbond, de West-Vlaamse Vlaams-nationalistische partij die uit de Frontpartij was ontstaan. Van 1929 tot 1936 was ze voor deze partij provincieraadslid voor het district Roeselare.
In 1933 trad ze met het KVNV toe tot het Vlaams Nationaal Verbond. In 1936 trok ze voor deze partij de Senaatslijst van het arrondissement Brugge, maar ze werd niet verkozen. Vervolgens werd ze gecoöpteerd senator voor het VNV, wat ze bleef tot in 1939. In de Senaat stelde ze zich in de eerste plaats op als Vlaams-nationaliste, maar hield ze zich ook bezig met thema's zoals onderwijs, gezin, hygiëne en prostitutie. In 1939 trok ze opnieuw de VNV-Senaatslijst van het arrondissement Brugge. Hoewel haar voorkeurstemmenaantal verdubbelde, keerde ze niet terug naar de Senaat. Ze verhoopte opnieuw te worden gecoöpteerd, maar het partijbestuur gaf de voorkeur aan Hendrik Borginon.
Van 1940 tot 1945 was ze de leidster van het Vlaamsch Nationaal Vrouwenverbond en stelde zichzelf en haar organisatie volledig ten dienste in de collaboratie van het VNV. Ze maakte onder meer propaganda voor aansluiting van Vlaamse meisjes bij het Duitse Rode Kruis. Ze volgde in alles zonder discussie de leiding van het VNV. Ook werd ze uitgeefster van het VNVV-blad Vrouw en Volk.
Bij de Bevrijding dook ze onder en vluchtte ze naar Zwitserland. In 1946 werd ze door de Brugse krijsraad bij verstek ter dood veroordeeld. In 1954 keerde ze naar België terug en ging in Eeklo wonen bij haar zoon, de kunstenaar Joost Maréchal.